# Hanna Zetterberg

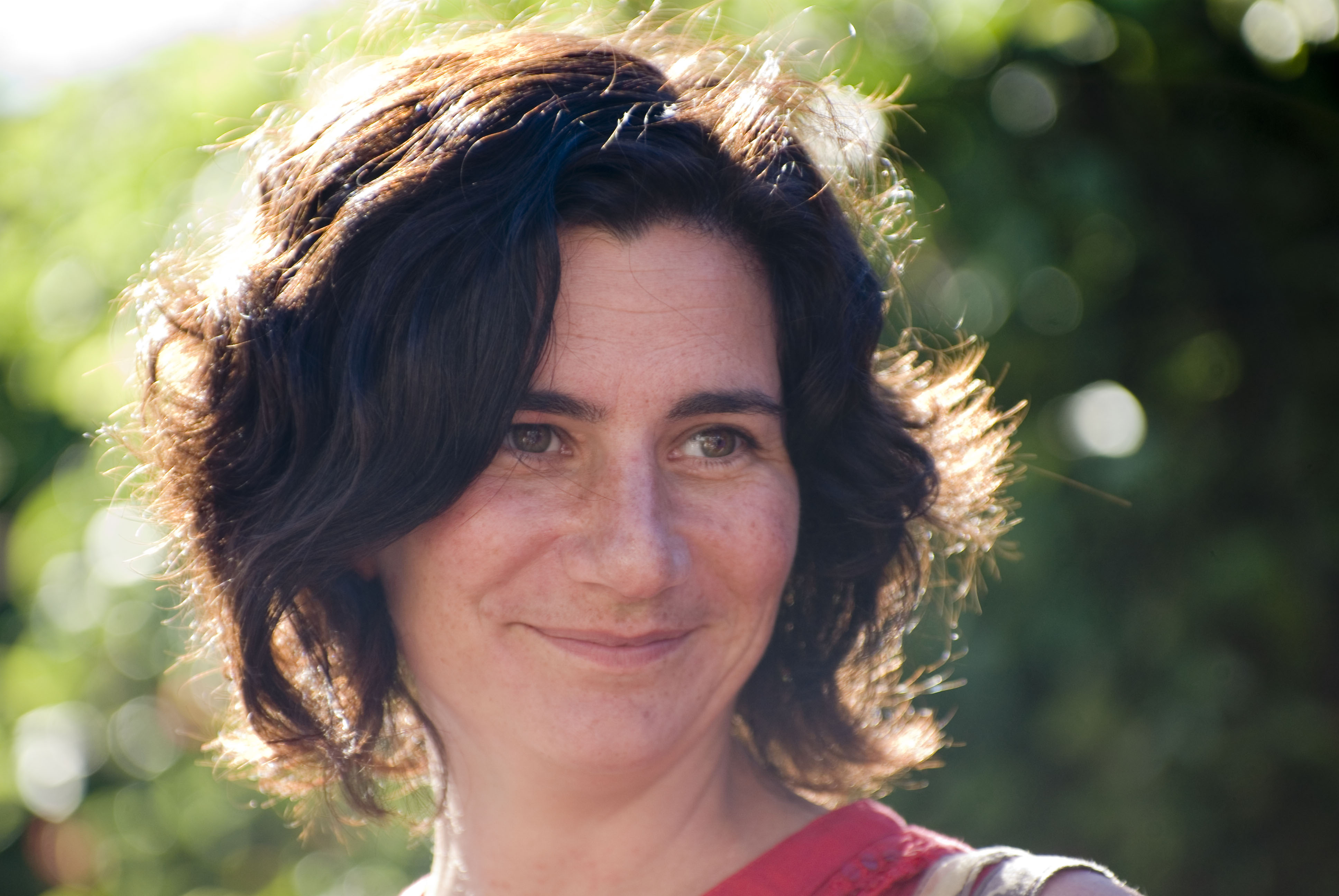
Hanna Zetterberg (2008)

Hanna Rebecca Zetterberg (* 15. Februar 1973 in Skarpnäck) ist eine schwedische ehemalige Kinderdarstellerin und Politikerin der Vänsterpartiet.
Im Alter von elf Jahren spielte sie die Hauptrolle in der Verfilmung von Astrid Lindgrens Ronja Räubertochter. Es blieb ihre bisher einzige Filmrolle.
Mit 21 Jahren wurde Zetterberg 1994 als Abgeordnete der Vänsterpartiet in den schwedischen Reichstag gewählt, dem sie bis 1998 angehörte.
Als Autorin debütierte sie 2008 mit dem Kinderbuch Nejlika och lilla lilla syster.
Zetterberg war von 2001 bis 2011 mit dem schwedischen Journalisten und Fernsehmoderator Filip Struwe verheiratet, mit dem sie zwei Kinder hat.
Zetterberg ist seit 2012 als Kommunikationsberaterin tätig.

## Filmografie
- 1984: Ronja Räubertochter (Ronja Rövardotter)

## Bibliografie
- Nejlika och lilla lilla syster, Rabén & Sjögren, 2008, Illustrationen von Anna-Karin Garhamn, ISBN 9789129669114
- Nejlika och gosankan, Rabén & Sjögren, 2009, Illustrationen von Anna-Karin Garhamn, ISBN 9789129669527
- Nejlika har en potta, Rabén & Sjögren, 2010, Illustrationen von Anna-Karin Garhamn, ISBN 9789129672718